# Hypokeimenon
Hypokeimenon (grego: ὑποκείμενον) ou hypokeimeno, mais tarde frequentemente referido como substrato material, é um termo na metafísica que literalmente significa "coisa subjacente" (latim: subiectum).
Procurar o hypokeimenon é procurar a substância que persiste em algo que está passando por mudança - sua essência básica. 

## Visão geral
De acordo com a definição de Aristóteles, hypokeimenon é algo que pode ser predicado por outras coisas, mas não pode ser um predicado de outras; para ele, equivale ao conceito de prima materia.
A existência de um substrato material foi postulada por John Locke, com semelhanças conceituais com a substância de Baruch Spinoza e com o conceito de númeno de Immanuel Kant (em A Crítica da Razão Pura). 
Locke teorizou que quando todas as propriedades sensíveis fossem abstraídas de um objeto, como cor, peso, densidade ou sabor, ainda restaria algo a que as propriedades aderiram - algo que permitisse que o objeto existisse independentemente das propriedades sensíveis que ela manifestou no espectador. Locke via esse ingrediente ontológico como necessário para poder considerar os objetos como existindo independentemente da própria mente. O substrato material provou ser uma ideia difícil para Locke, pois, por sua própria natureza, sua existência não podia ser diretamente comprovada da maneira endossada por empiristas (isto é, prova por exibição na experiência). No entanto, ele acreditava que as razões filosóficas para isso eram fortes o suficiente para que sua existência fosse considerada provada.  
Para Berkeley, ao contrário da noção de Locke, o substrato equivale à própria matéria tal qual apresentada pelas propriedades sensíveis das aparências, pois extensão, movimento e outras qualidades sensíveis são ideias e existiriam apenas na mente, não havendo algo material subjacente fora do que é manifesto no mental.